# EURORDIS-Rare Diseases Europe (EURORDIS)
EURORDIS-Rare Diseases Europe (EURORDIS) is een niet-gouvernementele alliantie van patiëntorganisaties en individuen die zich inzetten voor onderzoek naar zeldzame ziekten en de ontwikkeling van weesgeneesmiddelen. Opgericht in 1997, streeft EURORDIS naar een betere levenskwaliteit voor de circa 27-36 miljoen mensen met een zeldzame ziekte in Europa.  In Nederland betreft dit 1 miljoen inwoners.

## Structuur
De organisatie vertegenwoordigt meer dan 960 patiëntenorganisaties voor zeldzame ziekten en condities in 63 landen en bestrijkt ruim 2.000 zeldzame ziekten. EURORDIS is voortgekomen uit de zelfhulpbeweging van patiënten en speelde een sleutelrol bij de oprichting van Rare Disease Day in 2008, waarvan het nog steeds de hoofdcoördinator is.
Daarnaast organiseert EURORDIS jaarlijks de Black Pearl Awards om bewustwording te vergroten. Vergelijkbare organisaties wereldwijd zijn onder andere NORD (VS), CORD (Canada), ORDI (India), ACHSE (Duitsland) en FEDER (Spanje).

## Zeldzame ziekten en condities
De Europese Commissie voor Volksgezondheid definieert zeldzame ziekten en condities als "levensbedreigende of chronisch invaliderende ziekten met een dusdanig lage prevalentie dat speciale gezamenlijke inspanningen nodig zijn om ze aan te pakken." Een lage prevalentie wordt daarbij doorgaans gedefinieerd als minder dan 1 op de 2.000 mensen. 
Enkele voorbeelden van zeldzame aandoeningen zijn:
- Cystische fibrose (een erfelijke aandoening die de longen en spijsvertering aantast)
- Duchenne spierdystrofie (een genetische spierziekte die leidt tot progressieve spierzwakte)
- Sikkelcelziekte (een bloedziekte die zorgt voor pijnlijke crises en orgaanschade)
- Huntington (een erfelijke neurologische ziekte die motorische en cognitieve achteruitgang veroorzaakt)
- Achondroplasie (een vorm van skeletdysplasie die leidt tot kleine gestalte)[5]

Door de zeldzaamheid van deze aandoeningen wordt internationale samenwerking als essentieel beschouwd door de Europese Commissie voor onderzoek, diagnose en behandeling.

## Zeldzameziektendag

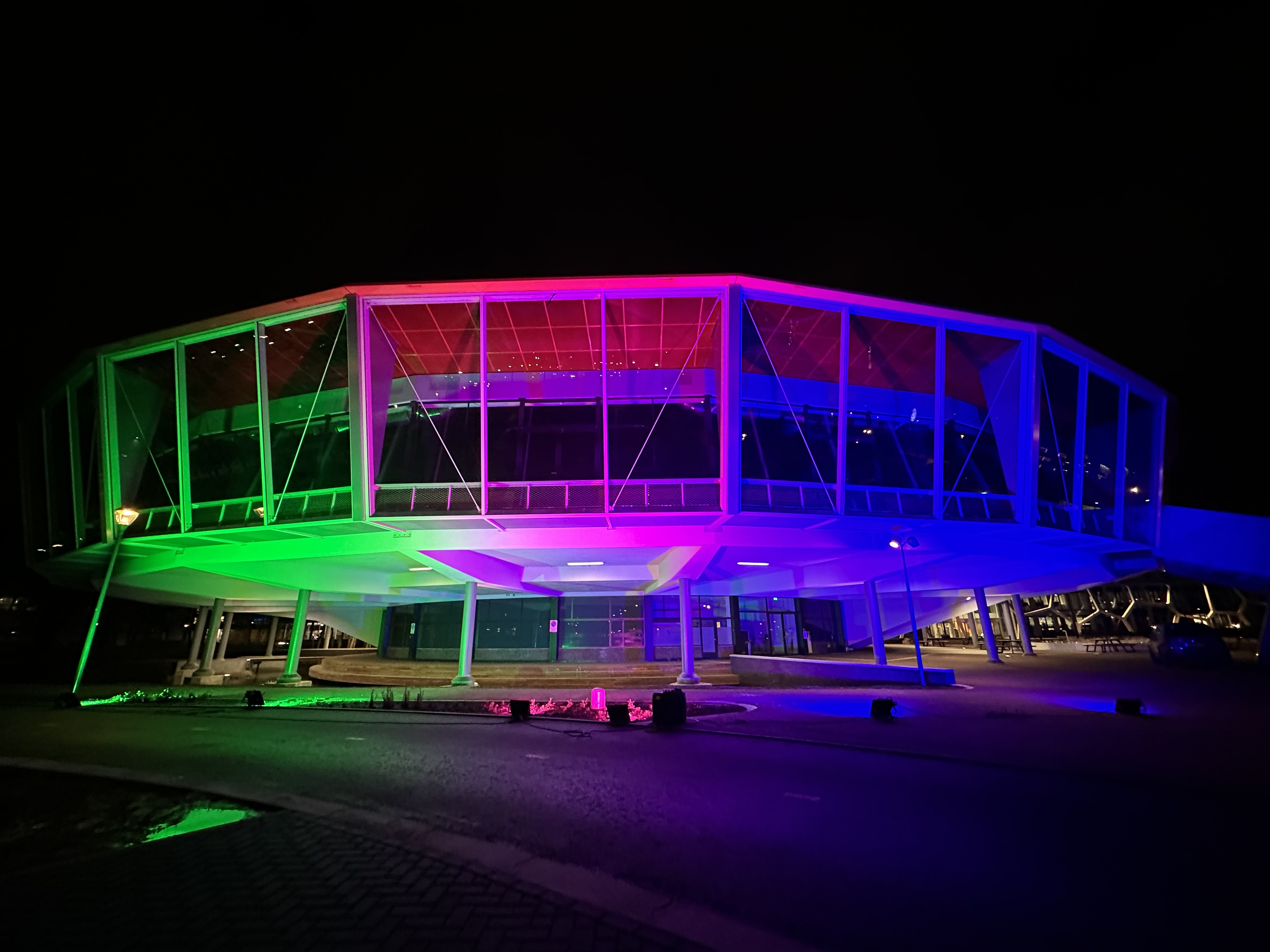
Een nachtelijke afbeelding van het Gorlaeus Gebouw van de Universiteit Leiden, verlicht in de kleuren van Rare Disease Day: groen, felroze, paars en blauw.

Rare Disease Day (Zeldzameziektendag) wordt jaarlijks op 28 (of 29) februari wereldwijd gehouden om aandacht te vragen voor de uitdagingen van mensen met een zeldzame ziekte, hun naasten en zorgverleners. Het doel is om bewustwording te vergroten en internationale samenwerking in zorg en onderzoek te stimuleren. 

#### Nederland
In Nederland wordt deze dag gemarkeerd met het Nationale Event Zeldzameziektendag, waar experts, patiënten en beleidsmakers samenkomen. Hoogtepunt is de uitreiking van de Zeldzame Engel Awards aan personen of organisaties die zich op bijzondere wijze inzetten voor de zeldzameziektengemeenschap.

##### Leiden Bio Science Park
In 2025 werden verschillende gebouwen op het Leiden Bio Science Park verlicht in de kleuren van Rare Disease Day, als erkenning voor het baanbrekende onderzoek dat hier traditioneel wordt uitgevoerd op het gebied van zeldzame ziekten. 

## Externe Links
Officiële website van RaDiOrg
Officiële website van VSOP - Patiëntenkoepel voor zeldzame en genetische aandoeningen
Officiële website van Rare Disease Day
Officiële website van EURORDIS